# Charaxes kikuyuensis
Charaxes kikuyuensis är en fjärilsart som beskrevs av Van Someren 1967. Charaxes kikuyuensis ingår i släktet Charaxes och familjen praktfjärilar. Inga underarter finns listade i Catalogue of Life.